# Ronald Gillespie
Ronald James Gillespie (Londres, 21 de agosto de 1924) foi um químico britânico, professor da McMaster University, especialista no campo da geometria molecular na química. Recebeu em 2007 a Ordem do Canadá.

## Carreira
Gillespie fez um extenso trabalho na expansão da ideia do modelo de Geometria Molecular de Valence Shell Electron Pair Repulsion (VSEPR), que ele desenvolveu com Ronald Nyholm (e, portanto, também é conhecido como a teoria de Gillespie-Nyholm), e definindo as regras para atribuir números . Ele escreveu vários livros sobre este tópico VSEPR em química. Com outros pesquisadores, ele desenvolveu a teoria LCP, (teoria do empacotamento do ligante), que para algumas moléculas permite que a geometria seja prevista com base nas repulsões ligante-ligante. Gillespie também fez um extenso trabalho na interpretação do raio covalente do flúor. O raio covalente da maioria dos átomos é encontrado tomando metade do comprimento de uma ligação simples entre dois átomos semelhantes em uma molécula neutra. O cálculo do raio covalente do flúor é mais difícil devido à sua alta eletronegatividade em comparação com o pequeno tamanho do raio atômico . O trabalho de Gillespie sobre o comprimento da ligação do flúor concentra-se em determinar teoricamente o raio covalente do flúor examinando seu raio covalente quando está ligado a vários átomos diferentes.

## Publicações
- Chemical Bonding and Molecular Geometry: From Lewis to Electron Densities (Topics in Inorganic Chemistry) by Ronald J. Gillespie and Paul L. A. Popelier[3]
- Atoms, Molecules and Reactions: An Introduction to Chemistry by Ronald J. Gillespie
- Chemistry by Ronald J. Gillespie, David Humphreys, Colin Baird, and E. A. Robinson
- Atoms, Molecules and Reactions: An Introduction to Chemistry with D.A. Humphreys, E.A. Robinson and D.R. Eaton, Prentice Hall, 1994